# Russell Stover Candies
Russell Stover Candies — корпорація-постачальник цукерок, шоколаду та кондитерських виробів в США. Центральне відділення корпорації знаходиться в місті Канзас-Сіті, Міссурі. Компанія була куплена міжнародною компанією Lindt & Sprüngli в липні 2014 року.

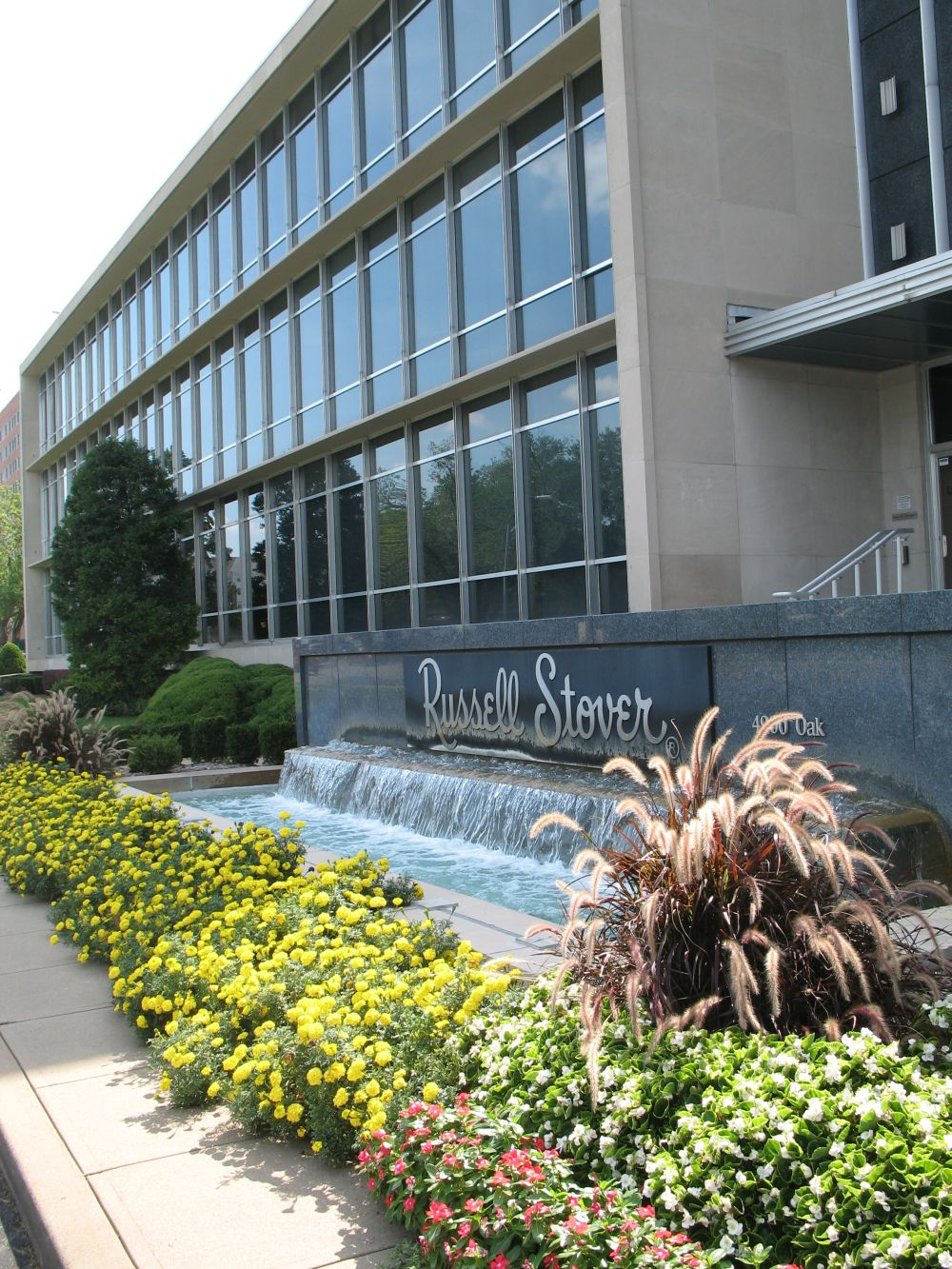
Штаб квартира в Канзас Cіті, штат Міссурі, США

## Історія

### Роки виробництва морозива
Виробництво компанії Russell Stover Candy почалося не з цукерок. У 1921 році Рассел Стовер і його партнер Крістіан Нельсон, шкільний учитель зі штату Айова, придумали морозиво в шоколаді. На вечірці Клара, дружина Рассела, запропонувала назвати його «Ескімо». Даний продукт виявився дуже популярним, і перші роки його виробництва принесли великі доходи.

### Шоколадні цукерки
Незабаром інші компанії почали виготовляти таке ж морозиво, що практично витіснило Russell Stover з ринку. Сім'я Стовер продала частку компанії за $25000 і переїхала в місто Денвер, штат Колорадо. У 1923 році Рассел і Клара створили однойменну компанію, що займається упакуванням і продажем шоколадних цукерок в коробках, у себе вдома. Спочатку компанія була названа «Mrs. Stover's Bungalow Candies», проте, 20 років по тому, в 1943 році, її перейменували в «Russell Stover Candies».

### Розвиток
Компанія залишалася власністю сім'ї Стовер до 1969 року, поки її не викупив Луї Уорд, який створив з регіонального бренду Середнього Заходу всесвітній бренд. Власником компанії залишалася сім'я Уорд до 14 липня 2014 року, коли швейцарський виробник шоколаду «Lindt» купив компанію «Russell Stover Candies».
Компанія «Russell Stover Candies» є провідним американським виробником шоколадних цукерок в коробках і третім за величиною після «Hershey» і «Mars». Три бренди компанії: «Russell Stover», «Whitman's» and «Pangburn's» становлять понад 60% обсягу продажів всіх шоколадних цукерок в коробках в США. Продукція «Russell Stover» реалізується в 40 магазинах роздрібної торгівлі компанії і через 70 000 магазинів оптової торгівлі в більш ніж 20 країнах, включаючи США, Канаду, Сполучене Королівство. Компанія виробляє більше 100 млн фунтів шоколаду щорічно і є єдиною найбільшою американською компанією з виробництва кондитерських виробів, яка уникла серйозних протиріч щодо використання дитячої праці, пестицидів та генетично модифікованих компонентів. В результаті Shop Ethical Consumer Guide присвоїв компанії «Russell Stover» нейтральний рейтинг.